# Rhynchospora pallida
Rhynchospora pallida är en halvgräsart som beskrevs av Moses Ashley Curtis. Rhynchospora pallida ingår i släktet småag, och familjen halvgräs. Inga underarter finns listade i Catalogue of Life.